# Дона Бол
Дона Бол (на английски: Donna Ball) е плодовита американска писателка на произведения в жанра съвременен, паранормален и исторически любовен роман, романтичен трилър и фентъзи. Пише и под псевдонимите Ребека Фландърс (Rebecca Flanders), Дона Карлайл (Donna Carlisle), Дона Бойд (Donna Boyd), а с писателката Шанън Харпър под съвместните псевдоними Лий Бристъл (Leigh Bristol) и Тейлър Брейди (Taylor Brady).

## Биография и творчество
Дона Бол е родена през 1951 г. в Северна Джорджия, САЩ. Предците на семейството ѝ са първите пионерски семейства и са се заселили в Северна Джорджия на земята, закупена през 1782 г. от чероки.
Първият ѝ роман „Summer Masquerade“ (Летен маскарад) е издаден през 1982 г. Оттогава е автор на близо сто романа, голяма част, от които под различни псевдоними, и в различни жанрове.
Тя е удостоена с наградите на списание „Romantic Times“ за поредните 1991 – 1996 г., както и награда за цялостно творчество на списанието. Получава наградата за автор на годината на Джорджия за 2000 г., наградата „Storytelling World“ за 2001 г., наградата „Maggie“ на Писателите на любовни романи на Джорджия, както и други.
Произведенията на писателката попадат и в списъците на бестселърите. Те са преведени на над 10 езика по света.
Заедно с работата си води онлайн уебсайт за дресиране на кучета, ThePetCoach.net, и е доброволец, отглеждащ кученца към национална организация за кучета. От 1999 г. е собственик и редактор на малка издателска фирма.
Дона Бол живее в реставрирана къща в планината Блу Ридж, в Североизточна Джорджия.

## Произведения

### Като Дона Бол

#### Самостоятелни романи
- Summer Masquerade (1982)
- Winners (1983)
- Cry in the Woods (1991)
- The Darkest Hour (1992)
- Exposure (1996)
- Just Before Dawn (1997)
- Dark Angel (1998)

#### Серия „Тайната на кучето на Рейн Стоктън“ (Raine Stockton Dog Mystery)
1. Rapid Fire (2006)
2. Smoky Mountain Tracks (2006)
3. Gun Shy (2007)
4. Bone Yard (2011)
5. Silent Night (2011)
6. The Dead Season (2012)
7. High on Trial (2012)
8. Double Dog Dare (2013)
9. Home of the Brave (2014)
10. Dog Days (2015)
11. Land of the Free (2016)
12. Deadfall (2017)
13. The Devil's Deal (2018)
14. Murder Creek (2020)

#### Серия „Фермата на калинките“ (Ladybug Farm)
1. A Year on Ladybug Farm (2009)
2. At Home on Ladybug Farm (2009)
3. Recipes From Ladybug Farm (2010)
4. Love Letters from Ladybug Farm (2010)
5. Christmas on Ladybug Farm (2011)
6. Vintage Ladybug Farm (2012)
7. A Wedding on Ladybug Farm (2014)

#### Серия „Мистерията на остров Доглег“ (Dogleg Island Mystery)
1. Flash (2015)
2. The Sound of Running Horses (2016)
3. Flash of Brilliance (2017)
4. Pieces of Eight (2019)

#### Сборници
- Sweet Tea and Jesus Shoes (2000) – със Сандра Частейн, Дебра Диксън, Вирджиния Елис, Нанси Найт и Дебора Смит
- Mossy Creek (2001) – със Сандра Частейн, Дебра Диксън, Вирджиния Елис, Нанси Найт и Дебора Смит

#### Документалистика
- Recipes From Ladybug Farm (2010)

### Като Ребека Фландърс

#### Самостоятелни романи
- Falkone's Promise (1983)
- Modern Girl (1983)
- Morning Song (1983)
- A Matter of Trust (1983)
- Best of Friends (1983)
- Twice in a Lifetime (1984)
- Suddenly Love (1984)
- Second Sight (1984)
- Gilded Heart (1984)
- Daydreams (1984)
- Silver Threads (1984)
- Afterglow (1985)
- Desert Fire (1985)
- Easy Access (1985)
- Open Hands (1985)
- Rainbows and Unicorns (1985)
- Growing Season (1985)
- Uncertain Images (1985)
- The Last Frontier (1985)
- Minor Miracles (1986)
- Painted Sunsets (1986)
- The Straight Game (1986)
- Obsessions (1986)
- Satin Fires (1986)
- After the Storm: Mississippi (1986)
- Search the Heavens (1988)
- Earthbound (1990)
- Under the Mistletoe (1991)
- Yesterday Comes Tomorrow (1992)
- Once upon a Time (1992)
- Sunchasers (1993)
- Forever Always (1993)
- The Last Real Man (1993)
- Kissed by the Sea (1994)

#### Участие в общи серии с други писатели
- The Sensation: 1920s (1990) – в „Century of American Dreams“
- Quinn's Way (1994) – в „Timetwist“
- Secret of the Wolf (1995) – в „Dreamscapes: Whispers of Love“
- Wolf in Waiting (1995) – в „Dreamscapes: Whispers of Love“
- Shadow of the Wolf (1995) – в „Dreamscapes: Whispers of Love“

### Като Лий Бристъл

#### Самостоятелни романи
- Amber Skies (1987)
- Scarlet Sunrise (1987)
- Silver Twilight (1987)
- Hearts of Fire (1988)
- Sunswept (1990)
- Twice Blessed (1991)
- Angel (1992)
- Legacy (1993)
Наследницата Лорел, изд.: ИК „Бард“, София (1994), прев. Илиана Костова

### Като Дона Карлайл

#### Самостоятелни романи
- Under Cover (1988)
- A Man Around the House (1989)
- Interlude (1989)
- Matchmaker, Matchmaker (1990)
- The Stormriders (1991)
- For Keeps (1991)
- It's Only Make Believe (1992)
- Cast Adrift (1992)
- Stealing Savannah (1994)
- The Message in the Miracles (2003)

### Като Тейлър Брейди

#### Серия „Кинкейд“ (Kincaids)
1. Raging Rivers (1992)
2. Prairie Thunder (1993)
3. Mountain Fury (1993)
4. Westward Winds (1993)

### Като Дона Бойд

#### Самостоятелни романи
- The Alchemist (2002)
- The Awakening (2003)

#### Серия „Династия Девонкроа“ (Devoncroix Dynasty)
1. The Passion (1998)
2. The Promise (1999)
3. Renegade (2011)